# Максимова, Нина Александровна
Нина Александровна Максимова (18 января 1924, Москва, РСФСР, СССР — 2006, Москва, Россия) — советская баскетболистка и тренер. Заслуженный мастер спорта СССР (1950), заслуженный тренер РСФСР (1979).

## Биография
Окончила ГЦОЛИФК.
Призёр чемпионата мира и чемпионка Европы по баскетболу в составе сборной СССР.
Умерла в Москве в возрасте 82 лет. Похоронена в Москве на Ваганьковском кладбище.

## Достижения

### Игрок
- Серебряный призёр чемпионата мира: 1957.
- Чемпион Европы: 1950, 1952, 1954 и 1956.
- Серебряный призёр чемпионата Европы: 1958
- Чемпион СССР: 1950, 1953, 1956—1958.
- Серебряный призёр чемпионата СССР: 1951, 1954.
- Бронзовый призёр чемпионата СССР: 1949, 1952, 1955.
- Обладательница Кубка СССР: 1949, 1953.
- Чемпионка I и II Спартакиад народов СССР: 1956, 1959.
- Чемпионка Всемирных студенческих игр: 1949, 1951.
- I Международные дружественные спортивные игры молодёжи: 1953.

### Тренер
- Тренер по баскетболу ДЮСШ Куйбышевского района Москвы с 1960 по 1973 год.
- Тренер по баскетболу СДЮШОР Советского района Москвы с 1978 по 1984 год.
- Тренер женской молодёжной сборной СССР среди юниоров и девушек с 1973 по 1976 год.

При её участии советские команды стали:
- Чемпионами Европы (1973, 1979 — среди юниоров; 1978, 1980 — среди девушек)
- Бронзовые призёры чемпионата Европы среди юниоров 1975 года

## Награды
- Орден «Знак Почёта» (27.04.1957) — «за успехи, достигнутые в деле развития массового физкультурного движения в стране, повышения мастерства советских спортсменов, и успешное выступление на международных соревнованиях»